# Krzysztof Gawkowski
Krzysztof Kamil Gawkowski, né le 11 avril 1980 à Varsovie, est un militant politique, publiciste et écrivain polonais. Membre de la Nouvelle Gauche, il est député à la Diète de Pologne depuis 2019 et vice-président du Conseil des ministres, ministre de la Numérisation depuis 2023.

## Biographie

### Formation et activité professionnelle
Krzysztof Gawkowski grandit à Wołomin et achève sa scolarité secondaire au lycée technique ferroviaire de Varsovie. Il travaille à la foire européenne de Varsovie, puis dirige une société de publicité. Il fait ensuite des études de droit et sciences politiques à l'université de Varsovie où il milite au sein du mouvement étudiant. Enfin, en 2006, il obtient une maîtrise en sciences politiques à l'École de communication et des médias sociaux Jerzy-Giedroyc (Wyższa Szkoła Komunikowania i Mediów Społecznych im. Jerzego Giedroycia w Warszawie).
À partir de 2007, il est chargé de cours de droit administratif à l'école supérieure des services de sécurité et de protection de Varsovie. En 2011, il obtient un doctorat de science politique à l'Académie des sciences humaines Aleksander-Gieysztor de Pułtusk (en) avec une thèse intitulée « Droit électoral dans l'administration locale sous la troisième République polonaise dans le contexte européen » sous la direction du professeur Leszek Moczulski (pl). Il enseigne ensuite à l'école supérieure de management et de droit Helena-Chodkowska (Wyższa Szkoła Zarządzania i Prawa im. Heleny Chodkowskiej) à Varsovie.
Il est par ailleurs l'auteur de deux romans policiers Piętno prawdy (2010) et Cień przeszłości (2018), ainsi que, avec Leszek Miller, de l'introduction à Nécessaire à l'historique de gauche (2013).

### Activités politiques
Membre pendant ses études de la Federacja Młodych Socjaldemokratów (pl) (FMS), puis du SLD, il est élu à des mandats politiques locaux, au conseil municipal de Wołomin (depuis 2002) puis conseiller régional à la diétine de la voïvodie de Mazovie (2010-2014), mais n'obtient pas de mandat parlementaire en 2011.
Il devient en 2012 secrétaire général de l'Alliance de la gauche démocratique (SLD). En 2015, il participe aux négociations pour constituer une coalition de gauche dans la perspectives des élections législatives. La gauche unie ne franchissant pas le seuil électoral de 8 %, il n'est pas élu. En 2016 il quitte le secrétariat général du parti pour en prendre la vice-présidence. Battu aux élections régionales de 2018, il rejoint Robert Biedroń et est un des fondateurs du nouveau parti Wiosna (Printemps) et compte parmi ses dirigeants. Il obtient aux élections législatives d'octobre 2019 un mandat de député à la Diète sous les couleurs de La Gauche et est élu président du groupe parlementaire.
Lors des élections parlementaires de 2023, il est une figure de la coalition La Gauche, qui comprend son parti, la Nouvelle Gauche. Cette dernière participe au gouvernement Tusk III, dans lequel Krzysztof Gawkowski est nommé vice-président du Conseil des ministres et ministre de la Numérisation.

## Publications
Articles et ouvrages spécialisés
- Administracja samorządowa w teorii i praktyce, Wydawnictwo Adam Marszałek, Toruń 2017,  (ISBN 978-83-8019-757-2)[2]
- Cyberkolonializm, Helion, Gliwice 2018,  (ISBN 9788328348011)[3],[4]
- Obudzić państwo, Warszawska Firma Wydawnicza, Varsovie 2015,  (ISBN 9788378053392)[5]

Romans
- Cień przeszłości, Warszawska Firma Wydawnicza, Varsovie 2018,  (ISBN 9788378053590)[6]
- Piętno prawdy, Warszawska Firma Wydawnicza, Varsovie 2010,  (ISBN 9788361748441)[7]